# اموریویل (ویرجینیای غربی)
اموریویل (به انگلیسی: Emoryville) یک منطقهٔ مسکونی در ایالات متحده آمریکا است که در شهرستان مینرال، ویرجینیای غربی واقع شده‌است.